# Walter Rothschild, 2. Baron Rothschild

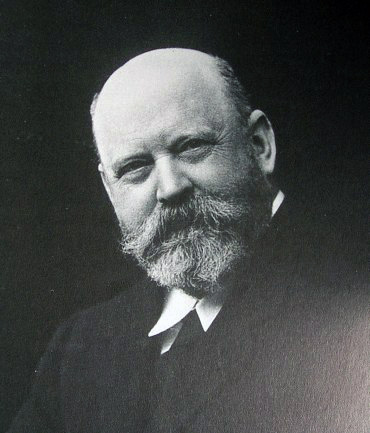
Lionel Walter Rothschild, 2. Baron Rothschild

Lionel Walter Rothschild, 2. Baron Rothschild (* 8. Februar 1868 in London; † 27. August 1937 in Tring, Hertfordshire) war ein britischer Bankier und Zoologe aus der internationalen Rothschild-Finanzdynastie.

## Studium und Zoologie

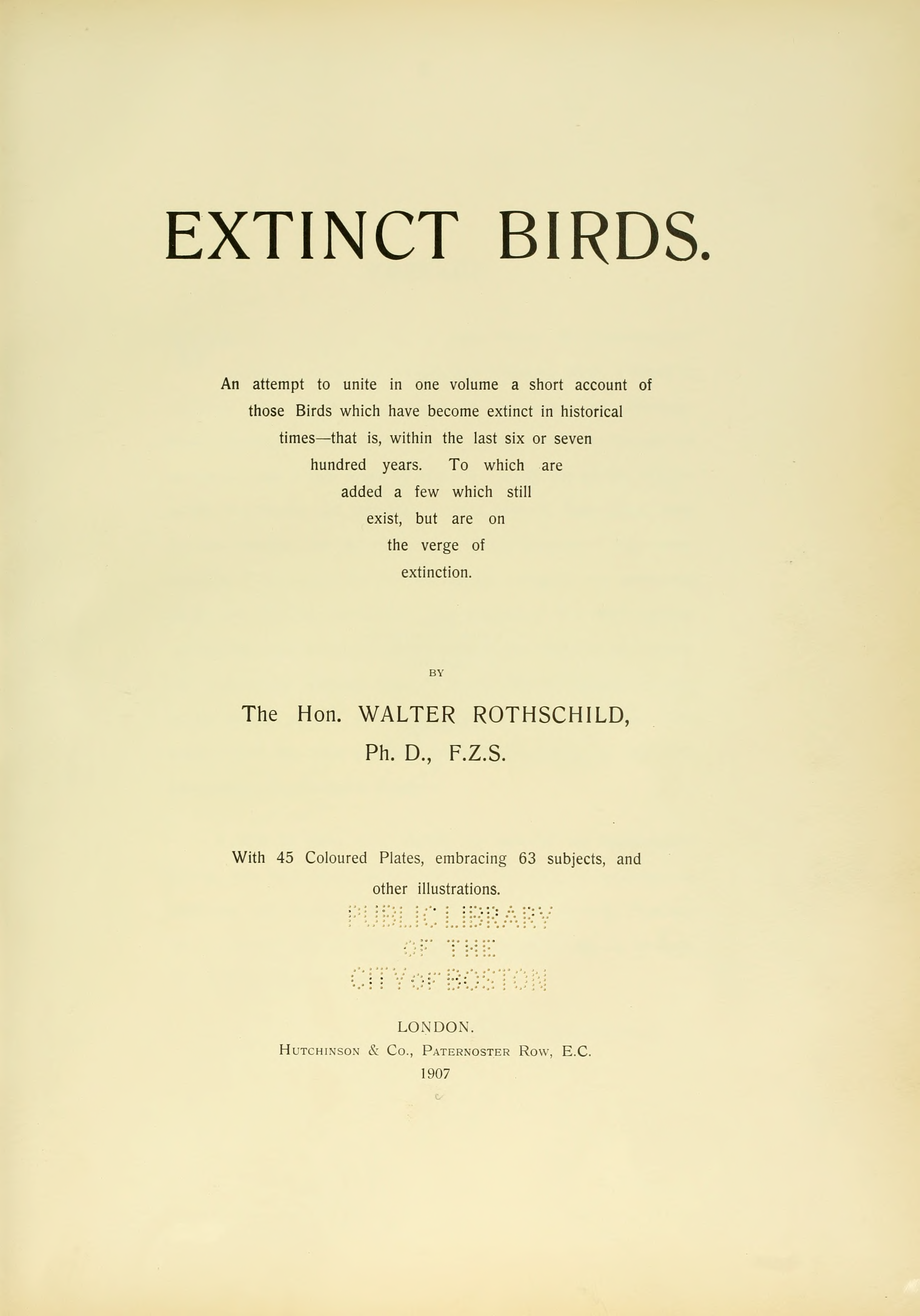
Rothschilds Buch "Extinct Birds"

Nach Abschluss seines Studiums am Magdalene College, Cambridge arbeitete er von 1889 bis 1908 für die Investmentbank der Familie N M Rothschild & Sons in London. Eine Vorstellung bei Albert Günther führte zu einem lebenslangen Interesse an der Zoologie, insbesondere dem Sammeln und der Taxonomie von Vögeln und Schmetterlingen. Er finanzierte und nahm an Expeditionen in der ganzen Welt teil, auf denen er viele Exemplare bis dato unbeschriebener Vogel- und Schmetterlingsarten sammelte und in wissenschaftlichen Abhandlungen beschrieb.
In der Nähe seines Landhauses im Tring Park in Hertfordshire gründete er sein privates Zoologisches Museum, das 1892 für das Publikum geöffnet wurde. 1932 verkaufte er wegen seines hohen Finanzbedarfs seine gewaltige Vogelsammlung an das American Museum of Natural History. Seine Sammlung war eine der größten naturhistorischen Sammlungen der Welt; 1936 vererbte er den Rest der Sammlung den Treuhändern des British Museum. Das Walter Rothschild Zoological Museum in Tring ist heute eine Abteilung des Natural History Museum.

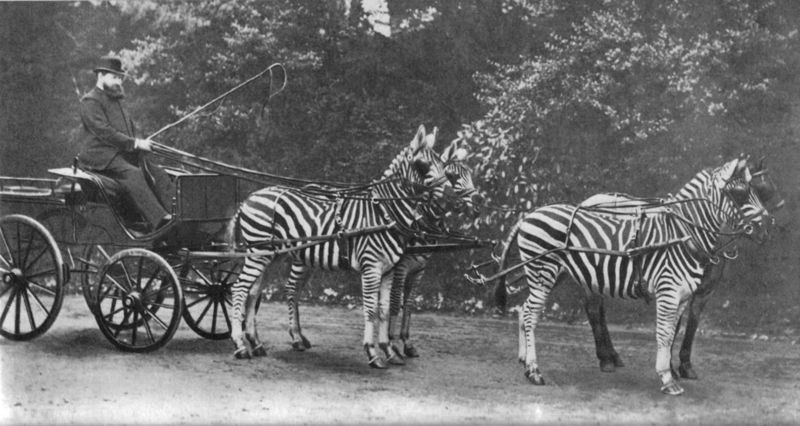
Lionel Walter Rothschild und seine Zebras

Er hielt Kängurus in seinem Garten und schirrte eine Gruppe von Zebras an, die seine Kutsche zogen. Er besaß auch mehrere Hunde, die bei seinen Mahlzeiten an seiner Tafel sitzen durften.

## Zionismus und die Balfour-Deklaration
Rothschild war Mitglied der Liberal Party und der Liberalen Unionisten sowie Abgeordneter des britischen Unterhauses für Aylesbury von 1899 bis 1910. Als aktiver Zionist und enger Freund von Chaim Weizmann arbeitete Rothschild an der Formulierung einer Gründungserklärung für eine nationale Heimstätte der Juden in Palästina mit. Am 2. November 1917 richtete der damalige britische Außenminister Arthur Balfour einen Brief an Lord Rothschild, mit dem sich die britische Regierung einverstanden erklärte, die zionistischen Bestrebungen zu unterstützen, in Palästina eine „nationale Heimstätte“ der Juden zu errichten, die sogenannte Balfour-Deklaration.

## Adelswürde
Rothschild erbte 1915 die Adelstitel seines Vaters Nathan Rothschild, 1. Baron Rothschild (1840–1915) als 2. Baron Rothschild und 3. Baronet, of Grosvenor-place, einschließlich des mit der Baronie verbundenen Sitzes im britischen Oberhaus. Da er unverheiratet blieb und sein jüngerer Bruder vor ihm starb, gingen die Adelstitel bei seinem Tod auf seinen Neffen Victor Rothschild über.

## Schriften (Auswahl)
- Rough notes on the birds of the Bass Rock and neighbouring shores. 1898.
- Extinct Birds. 1907.
- mit Ernst Hartert: List of the collections of birds made by Albert S. Meek in the lower ranges of the Snow Mountains, on the Eilanden River, and on Mount Goliath during the years 1910 and 1911. in: Novitates Zoologicae. Tring 20.1913, 473–527. ISSN 0950-7655 (Notes on Lepidoptera collected by Albert S. Meek in Irian Jaya during 1910 and 1911, including descriptions of localitie)
- The Avifauna of Laysan and the neighbouring islands with a complete history to date of the birds of the Hawaiian possession. R.H. Porter, London 1893–1900.
- mit Ernst Hartert: The birds of the Admiralty Islands, north of German New Guinea. In: Novitates Zoologicae. 21.1914, S. 281–298, siehe auch Online-Ausgaben der Novitates Zoologicae